# Damiano Caruso
Damiano Caruso, född 12 oktober 1987 i Ragusa, är en italiensk professionell landsvägscyklist.

## Karriär
Caruso har cyklat professionellt sedan 2009. Bland hans meriter kan en etappseger i Giro d'Italia år 2021 och en etappseger i Vuelta a España samma år nämnas.